# Ільченко Сергій Анатолійович
Сергі́й Анато́лійович І́льченко (нар. 3 вересня 1975 — 13 вересня 2015) — старший солдат Збройних сил України, учасник російсько-української війни.

## Життєпис
Народився 1975 року в місті Гадяч Полтавської області, закінчив Римарівську ЗОШ, по тому здобув професію механізатора. Пройшов строкову військову службу у будівельних військах; останнім часом працював у СТОВ «Калина».
31 березня 2015 року мобілізований, старший солдат, старший стрілець 2-го окремого мотопіхотного батальйону, 30-та окрема механізована бригада.
Загинув 13 вересня 2015 року поблизу смт Луганського Донецької області під час бою з ДРГ терористів. Тоді ж поліг старший солдат Анатолій Січкар, смертельних поранень зазнав старший лейтенант Володимир Рожелюк.
Без Сергія лишилися мама, дідусь з бабусею.
Похований в селі Книшівка Гадяцького району.

## Нагороди та вшанування
За особисту мужність, сумлінне та бездоганне служіння Українському народові, зразкове виконання військового обов'язку відзначений — нагороджений
- орденом «За мужність» ІІІ ступеня (1.3.2016, посмертно)[1]